# 宇宙論の年表
宇宙論の年表

## 1900年から1949年まで
- 1905年 - アルベルト・アインシュタインは特殊相対性理論を提唱し、空間と時間とが切り離して考えることが出来ない連続体だと位置づけた。
- 1915年 - アルベルト・アインシュタインは一般相対性理論を提唱し、エネルギー密度は時空を歪めることを示した。
- 1917年 - ウィレム・ド・ジッターは宇宙定数がある等方的な宇宙模型を導いた。また、宇宙定数があり物質のない膨張宇宙模型を導き、ド・ジッター宇宙と名づけた。
- 1922年 - ヴェスト・スライファーは渦巻銀河の系統的な赤方偏移についての彼の発見をまとめた。
- 1922年 - アレクサンドル・フリードマンは一般的に膨張する宇宙を示すアインシュタイン方程式の解を発見した。

## 1950年から1999年まで
- 1950年 - フレッド・ホイルがビッグバンの語をつくり嘲った。
- 1961年 - ロバート・H・ディッケがはじめて弱い人間原理を用いた。
- 1965年 - ハンス・アルヴェーンはバリオン非対称性を説明するために無視されているプラズマを提案した。
- 1965年 - マーティン・リースとデニス・シアマはクエーサー源の数の解析によりクエーサーの密度が赤方偏移が大きくなるにつれて増加していることを発見した。
- 1965年 - ベル研究所のアーノ・ペンジアスとロバート・W・ウィルソンは2.7Kのマイクロ波背景放射を発見した。それにより1978年にノーベル物理学賞を受賞した。
- 1966年 - スティーヴン・ホーキングとジョージ・エリスはもっともらしい相対論的宇宙は特異点を持つことを示した。
- 1967年 - w:Jim Peeblesが熱いビッグバン模型がヘリウム存在量を正しく予言することを示した。
- 1967年 - アンドレイ・サハロフがバリオン生成の条件としてバリオンと反バリオンの非対称性を提唱した。
- 1967年 - ジョン・バーコール、ウォーレス・サージェントとマーテン・シュミットは3C191のスペクトル線の微細構造を測定した。そして、微細構造定数が時間によって変化しないことを示した。
- 1968年 - w:Brandon Carterは宇宙が存在するためには自然の基本定数はある限られた範囲に存在しなくてはならないと推測した。
- 1969年 - w:Charles W. Misnerはビッグバンの地平線問題を提唱した。
- 1969年 - ロバート・H・ディッケはビッグバンの平坦性問題を提唱した。
- 1973年 - w:Edward Tryonは宇宙は巨大なスケールの量子力学的な揺らぎだろう。正の質量エネルギーが負の重力ポテンシャルエネルギーとつり合っているだろうと提案した。
- 1974年 - Robert Wagoner、ウィリアム・ファウラーとフレッド・ホイルが熱いビッグバン理論は重水素とリチウム正しい存在量を予言していることを示した。
- 1976年 - Alex Shlyakhterがガボン、オクロの天然原子炉のサマリウムの比からいくつかの物理法則が20億年変わっていないことを示した。
- 1977年 - Gary Steigman、w:David Schrammとジェームズ・E・ガンが原始ヘリウム存在量とニュートリノの比の関係を検証し、5つのレプトンファミリーが存在できると主張した。
- 1981年 - Viacheslav Mukhanov と G. Chibisovが量子的な揺らぎが大規模なインフレーションを導くことを提唱した。
- 1981年 - 佐藤勝彦、アラン・グースがインフレーションビッグバン模型を提唱した。それは地平線問題と平坦性問題を解決できるものであった。
- 1990年 - アメリカ航空宇宙局のCOBEの補助的なミッションの結果は宇宙マイクロ波背景放射が10-5の驚く精度で測定され、等方的な黒体輻射であった。
- 1990年代 - 地上での宇宙マイクロ波背景放射観測実験が一つのピークを測定する。宇宙が幾何学的に平坦と認められた。
- 1998年 - 宇宙の寿命により微細構造定数が変化する最初の証拠が発表された。
- 1998年 - w:Adam Riess、w:Saul Perlmutterと他の発見者がIa型の超新星の宇宙加速の観測から宇宙定数が0ではないことを示唆する結果が示された。
- 1999年 - 宇宙マイクロ波背景放射線の測定(有名なものでBOOMERanG実験)により、宇宙の構成についての標準理論から期待される非等方角スペクトルの振動(ピーク)を検出した。それらの結果から宇宙の形は平坦であることを示していた。また巨大な距離の構成情報から宇宙定数が0ではないことを示唆するものであった。

## 2000年以降
- 2002年 - チリのw:Cosmic Background Imager(CBI)が高解像度の宇宙マイクロ放射線像を得た。
- 2003年 - NASAのWMAPが宇宙マイクロ波放射線について全天について詳細な図を得た。画像は宇宙が一パーセントの誤差で137億年であることを示していた。これは宇宙論パラメータの理論とインフレーション理論を裏付けた。
- 2003年 - スローン・グレートウォールが見つかる。
- 2004年 - w:Cosmic Background Imager(CBI)が宇宙マイクロ波放射線のEモード偏極のスペクトルを得る。
- 2006年 - 3年を経てWMAPの結果が公表された。それは解析による結果から、いくつかの点を修正し、また偏極の情報も含んでいる。